# Brereton and Ravenhill
Brereton and Ravenhill es una parroquia civil del distrito de Cannock Chase, en el condado de Staffordshire (Inglaterra).

## Geografía
Según la Oficina Nacional de Estadística británica, Brereton and Ravenhill tiene una superficie de 5,28 km².

## Demografía
Según el censo de 2001, Brereton and Ravenhill tenía 6524 habitantes (48,61% varones, 51,39% mujeres) y una densidad de población de 1235,61 hab/km². El 21,57% eran menores de 16 años, el 71,78% tenían entre 16 y 74, y el 6,65% eran mayores de 74. La media de edad era de 38,41 años. Del total de habitantes con 16 o más años, el 25,72% estaban solteros, el 56,42% casados, y el 17,86% divorciados o viudos.
Según su grupo étnico, el 98,88% de los habitantes eran blancos, el 0,48% mestizos, el 0,52% asiáticos, el 0,05% negros, y el 0,08% chinos. La mayor parte (98,18%) eran originarios del Reino Unido. El resto de países europeos englobaban al 1,04% de la población, mientras que el 0,78% había nacido en cualquier otro lugar. El cristianismo era profesado por el 78,83%, el budismo por el 0,05%, el islam por el 0,38%, el sijismo por el 0,11%, y cualquier otra religión, salvo el hinduismo y el judaísmo, por el 0,09%. El 10,39% no eran religiosos y el 10,15% no marcaron ninguna opción en el censo.
Había 2598 hogares con residentes y 47 vacíos.